# Schistocichla rufifacies
Schistocichla rufifacies là một loài chim trong họ Thamnophilidae.